# جيمس ساكاموتو
جيمس ساكاموتو (بالإنجليزية: James Sakamoto)‏ (22 مارس 1903 - 3 ديسمبر 1955) هو صحفي وملاكم أمريكي.